# 中国十大剧院
中国十大剧院是于2013年10月12日，在中华人民共和国山东省济南市举行第10届中国艺术节，召开首届“剧院建设与综合运营高峰论坛”评定的剧院名单，同时评出前三强的单项最优“最佳声效剧院”和“最佳运营剧院”。
入选十大剧院的包括上海大剧院、国家大剧院、广州大剧院、大连国际会议中心大剧院、山东省会大剧院、武汉琴台大剧院/音乐厅、首都剧场、东莞玉兰大剧院、甘肃大剧院兼会议中心和青岛大剧院；获得单项最优“最佳声效剧院”的是广州大剧院、大连国际会议中心大剧院和东莞玉兰大剧院；获得单项最优“最佳运营剧院”的是国家大剧院、上海大剧院和首都剧场。